# 褐塔螺
褐塔螺（学名：Colsyrnola brunnea）是一種腹足綱軟體動物的雜貝，舊屬肠纽目小塔螺科Syrnola屬，今屬小塔螺科錐海螄亞科Colsyrnola屬。

## 分佈
在中国大陆見於福建省近海，在台湾見於龜山島，也見於日本:707。常栖息在浅海沙底。